# QuakeCon
La QuakeCon est un événement consacré au jeu vidéo, organisé par la société id Software depuis 1996. Se déroulant chaque année dans la ville de Dallas au Texas, elle consiste d'une part en une Lan-party où des  joueurs du monde entier peuvent s'affronter sur des jeux produits par la firme organisatrice, et d'autre part en une conférence où sont présentés des jeux à venir.
Lors de son lancement, la QuakeCon ne comptait qu'une centaine de visiteurs, mais a vu son chiffre de fréquentation augmenter de manière régulière, jusqu'à atteindre plus de 7 000 visiteurs en 2007.
L'événement est aujourd'hui sponsorisé par des entreprises du jeu vidéo, notamment Activision, mais aussi de l'industrie informatique, comme Intel et ATI Technologies.

## Historique
| Année | Date                | Visiteurs | Tournois disputés                             | Jeux illustrés              |
| ----- | ------------------- | --------- | --------------------------------------------- | --------------------------- |
| 1996  | 15 - 19 août        | 100       |                                               |                             |
| 1997  | 16 - 20 août        | 650       |                                               |                             |
| 1998  | ?                   | 800       |                                               |                             |
| 1999  | ?                   | 1 100     |                                               |                             |
| 2000  | 3 - 6 août          | 3 000     |                                               | Urban Terror                |
| 2001  | 9 - 10 août         | 3000 +    | Quake III Arena                               | Quake 4                     |
| 2002  | 15 - 18 août        | 3 250 +   | Quake III Arena, Return to Castle Wolfenstein | Doom 3                      |
| 2003  | 15 - 17 août        | 4 000 +   | Quake III Arena, Return to Castle Wolfenstein | Doom 3                      |
| 2004  | 12 - 15 août        | 5 000 +   | Doom 3, Quake III                             | Quake 4                     |
| 2005  | 11 - 14 août        | 6 000 +   | Doom 3, Quake II, Quake III                   | Quake 4                     |
| 2006  | 3 - 6 août          | 4 000 +   | Quake 4, Wolfenstein: Enemy Territory         | Enemy Territory: Quake Wars |
| 2007  | 2 - 5 août          | 7 000 +   | Enemy Territory: Quake Wars                   | Rage                        |
| 2008  | 31 juillet - 3 août |           | Quake Live                                    | Rage                        |
| 2009  | 13 - 16 août        |           | Quake Live                                    |                             |
| 2010  | 12 - 15 août        |           | Quake Live                                    |                             |
| 2011  | 4 - 7 août          |           | Quake Live                                    |                             |